# Institución social
Las instituciones sociales son un sistema de convenciones sociales duraderas y organizadas, dirigidas por una organización reconocible dentro de la sociedad. Superan la dimensión de los individuos que las forman, y necesitan ajustarse permanentemente debido al carácter conflictivo de la historia. Las instituciones sociales se recrean culturalmente durante los procesos activos y temporales de cada época social.
La institución familiar es la más básica, aunque reúne todas las funciones esenciales. Las de mayores dimensiones se especializan en unas u otras funciones y se pueden clasificar por ellas:
- Institución religiosa
- Institución educativa (por ejemplo, cualquiera de las que forman el sistema educativo: este sistema está orientado a la formación, transmisión y comunicación del conocimiento, de las habilidades y valores. De aquí se aprenden las estrategias que permiten a nivel general las divisiones sociales cuya principal característica es la existencia de clases sociales).
- Institución económica (por ejemplo, el mercado: la propiedad privada y el uso racional de los excedentes alimenticios fueron la base de lo que hoy es una compleja trama cultural ya naturalizada socialmente).
- Institución política (por ejemplo, cualquiera de las que forman el poder legislativo: en las sociedades premodernas no existe la justicia desvinculada de la religión. En una sociedad secularizada, el poder judicial da la garantía y marcos normativos donde el individuo se puede recrear en su vida cotidiana. A un nivel local, el ayuntamiento: como legislador de la población y el presupuesto. Básicamente es un planificador).

## Instituciones sociales en la comunidad primitiva
En las formas más antiguas de organización social, las instituciones sociales más definitorias de cada una de ellas, según su mayor complejidad resultado de la evolución cultural, eran: la horda, el clan y la tribu.